# القلعة، إب
القلعة هي إحدى قرى الجمهورية اليمنية. وهي تتبع جغرافيًا لمحافظة إب. وإداريًا لمديرية المخادر. يبلغ تعداد سكانها 1666 نسمة حسب الإحصاء الذي جرى عام 2004.